# Кларісс Агбеньєну
Кларісс Агбеньєну (фр. Clarisse Agbegnenou; нар. 25 жовтня 1992, Ренн, Франція) — французька дзюдоїстка, триразова олімпійська чемпіонка, срібна та бронзова призерка Олімпійських ігор, восьмиразова чемпіонка світу, п'ятиразова чемпіонка Європи, багаторазова призерка чемпіонатів світу та Європи.

## Виступи на Олімпіадах
| Олімпіада           | Дисципліна      | Місце |
| ------------------- | --------------- | ----- |
| Ріо-де-Жанейро 2016 | До 63 кг        | 2     |
| Токіо 2020          | до 63 кг        | 1     |
| Токіо 2020          | змішана команда | 1     |
| Париж 2024          | до 63 кг        | 3     |
| Париж 2024          | змішана команда | 1     |